# Vrij (Henk Westbroek)
Vrij is het tweede studioalbum van de Nederlandse zanger Henk Westbroek, uitgebracht in 1994.

## Nummers
| Nr. | Titel                  | Schrijver(s)                                         | Duur |
| --- | ---------------------- | ---------------------------------------------------- | ---- |
| 1.  | Helemaal alleen        | Henk Westbroek, Peter Groot Kormelink, Herman Grimme | 4:13 |
| 2.  | Stukken liever         | Henk Westbroek, Peter Groot Kormelink, Herman Grimme | 3:15 |
| 3.  | Zonder vrienden        | Henk Westbroek, Eric van Tijn, Jochem Fluitsma       | 3:32 |
| 4.  | Bloemen en brandnetels | Henk Westbroek, Peter Groot Kormelink, Herman Grimme | 4:36 |
| 5.  | Iedereen (Tweede kans) | Henk Westbroek, George Kooymans                      | 4:34 |
| 6.  | Kom terug bij mij      | Henk Westbroek, Peter Groot Kormelink, Herman Grimme | 4:56 |
| 7.  | Niemand die me ziet    | Henk Westbroek, Eric van Tijn, Jochem Fluitsma       | 4:06 |
| 8.  | Eindelijk vrij         | Henk Westbroek, Peter Groot Kormelink, Herman Grimme | 3:36 |
| 9.  | Zonder te blozen       | Henk Westbroek, Eric van Tijn, Jochem Fluitsma       | 3:42 |
| 10. | Vogels vallen          | Henk Westbroek, Peter Groot Kormelink, Herman Grimme | 4:28 |
| 11. | Wonder                 | Henk Westbroek, Eric van Tijn, Jochem Fluitsma       | 4:09 |